# Кавказка пленница
Кавказка пленница, пълно заглавие Кавказка пленница или новите приключения на Шурик (на руски: Кавказская пленница, или Новые приключения Шурика) е съветски филм комедия на руски език, чиято премиера се състои на 1 април 1967 година в Москва. Режисьор и сценарист на филма е Леонид Гайдай. Темата му е отвличане на невеста. Той е хумористична интерпретация на стихотворението на Александър Пушкин „Затворник в Кавказ“. В България филмът е известен само с краткото си заглавие.

## Сюжет
Шурик (Александър Демяненко) отива на научна и етнографска експедиция в „един от планинските райони“. Героят възнамерява да изучава планински ритуали и фолклор, включително наздравици. Още в първия ден се оказва, че в Кавказ изучаването на жанра на тостовете включва практическо запознаване с изучавания материал. Местните жители, след като научават за интереса на младия учен към тостовете на масата, изразяват готовността си да помогнат на Шурик да опознае темата с помощта на ритуални изказвания. В резултат на това гостът, който не е изчислил физическите си възможности, осуетява откриването на Сватбения дворец и се озовава в милицията. Оттам Шурик е спасен от другаря Саахов (Владимир Етуш), ръководител на окръжния комитет, който нарича събирача на фолклор „крупен научен работник, човек на интелектуалния труд“, а самият инцидент е „трудова злополука". Подкрепата и комплиментите на другаря Саахов подвеждат Шурик. Героят не подозира, че функционер от областен мащаб, след като е оценил красотата и пластичността на студентка от Педагогическия институт Нина (Наталия Варлей), която идва за ваканцията, е сключила сделка с нейния чичо Джабраил (Фрунзик Мкртчян) и всъщност купува „булката“ за стадо овце и финландски хладилник. Саахов възнамерява да транспортира „комсомолката, спортистка и красавица“ Нина до укрепената си къща, разположена над планинска река. За да направи това, служителят решава да постави пиеса и да включи Шурик, който среща Нина на входа на града, на някаква сценична историческа церемония, свързана с отвличането на булката. За побратими на Саахов са наети трима мошеници,появили се в региона. Тяхната раля се изпълнява от известната тройка комици: Трус (Георгий Вицин), Балбес (Юрий Никулин) и Бивалий (Евгений Моргунов). Когато Шурик, след като открива, че в ситуацията със затварянето на Нина се оказа неволен „слуга на сатрапа“, се опитва да протестира, Саахов създава претекст за поставяне на бунтовника в психиатрична болница. Героят, организирал бягство от болницата, заедно с Нина, която избягва от къщата на крепостта, и шофьора Едик (Руслан Ахметов), който подкрепя младите герои, поставя специално представление за „любителя на старите обичаи“: През нощта, когато областният ръководител гледа балета на Чайковски „Лебедово езеро“ по телевизията, светлините угасват в къщата му и се появяват фигури, обещаващи да накажат Саахов „според древния закон на планините“. В този момент, когато собственикът на къщата, опитвайки се да избяга, се втурва към прозореца, се чува изстрел. "Не се притеснявай, това е само сол“, успокоява Шурик разтревожената Нина. Следващият епизод се развива в Народния съд. От подсъдимата скамейка се издигат представители на тройката престъпници и Джабраил; Саахов също стои там. След репликата на „страхливеца“ („Да живее нашият съд, най-хуманният съд на света!“), съдията кани всички присъстващи да седнат. Героите, с изключение на Саахов, сядат на пейката; този, (отнася се за Саахов) както обяснява Балбес, „не може да седне“. В края на филма Нина, Шурик и натоварено магаре вървят по пътя, водещ извън града. Иззад завоя се появява микробус „Старт“, който под звуците на звучащата зад кадър „Песничка за мечките“ отвежда „кавказката пленница“. Нейният „похитител и спасител“ Шурик я следва на магаре.

## Снимачен екип
- Автори на сценария: — ** Яков Костюковски
  - Морис Слободски
  - Леонид Гайдай
- Режисьори на продукцията: Леонид Гайдай
- Главен оператор: Константин Бровин
- Главни художници: Володимир Каплуновски
- Композитори: Александър Зацепин
- Звукови оператори: Володимир Крачковски
- Режисьори: Ирина Битюкова
- Оператори: Евгений Гуслински
- Художници: Наталия Абакумова
- Грим: Н. Митюшкина
- Редактори: Владимир Янковски
- Костюми: Н. Шимилис
- Диригент: Емин Хачатурян
- Автори на текста: Леонид Дербенев
- Редактори: Анатолий Степанов
- Комбинирана стрелба:
  - Оператори: И. Фелицин, В. Севостьянов
  - Художници: А. Клименко
- Режисьор на картината: Абрам Фрейдин

## Актьорски състав
- Наталия Варлей – Нина, „Кавказка пленница“
- Александър Демяненко – Шурик, фолклорист
- Владимир Етуш е другарят Саахов, ръководител на районното комунално стопанство
- Фрунзик Мкртчян – Джабраил, чичото на Нина – шофьор на Саахов
- Руслан Ахметов – Едик, шофьорът на линейката
- Георгий Вицин – Трус
- Евгений Моргунов – Бивалий
- Юрий Никулин – Балбес